# Zaakwaarneming
Zaakwaarneming is een verbintenisscheppende rechtsfiguur uit het civiele recht. Het is de moderne regeling van de negotiorum gestio in het Romeins recht.
Met zaakwaarneming wordt bedoeld het bewust en op redelijke grond behartigen van het belang van een ander, zonder dat daaraan een met diegene gesloten overeenkomst ten grondslag ligt, wanneer die ander door enige omstandigheid niet in staat is die eigen belangen te behartigen, bijvoorbeeld wegens ziekte of afwezigheid.
De zaakwaarnemer kan aanspraak maken op vergoeding van daarbij eventueel gemaakte kosten, maar op hem rust allereerst de plicht degene wiens belangen hij waarneemt daarover dan zodra mogelijk meteen in te lichten, daarover achteraf ook verantwoording aan diegene af te leggen en zich bij die door hem ondernomen zaakwaarneming te onthouden van gedragingen waartegen deze zich zou hebben verzet indien hij daarvan zou hebben geweten.

## Nederland
In Nederland is de zaakwaarneming geregeld in het Burgerlijk Wetboek, in art:6:198 e.v. (tot 1992 art.1390 e.v. oud BW, dat een bijna letterlijke vertaling was van art. 1372 Cc uit de Franse Code civil zoals dat tot 1838 ook in Nederland gold).

## België

### Toepassing
Artikel 5.128 en volgende van het Belgisch burgerlijk wetboek stelt een aantal voorwaarden zodat er sprake zou kunnen zijn van zaakwaarneming. Er is sprake van zaakwaarneming in situaties:
- waarin een persoon, de zaakwaarnemer
- vrijwillig en belangeloos, maar niet uit vrijgevigheid,
- nuttige dan wel noodzakelijke materiële handelingen of rechtshandelingen stelt voor een ander, de meester van de zaak,
- die hem daartoe geen opdracht heeft gegeven.

De rechtspraak en rechtsleer hebben op basis van dit artikel de volgende voorwaarden ontwikkeld:
- men heeft het inzicht om andermans belang te behartigen;
- de tussenkomst is vrijwillig;
- de tussenkomst is niet enkel vrijwillig, maar ook noodzakelijk;
- de meester van de zaak verzet zich niet;
- de zaakwaarnemer handelt niet uit vrijgevigheid.

### Gevolgen voor de zaakwaarnemer
De zaakwaarnemer moet de zaakwaarneming uitvoeren zoals een goede huisvader en optreden zoals een lasthebber dat zou doen. Indien hij schade veroorzaakt door zijn eigen fout, dan mag de rechter de verschuldigde schadevergoeding matigen op basis van de omstandigheden die tot de zaakwaarneming geleid hebben. Hij is verplicht om de zaakwaarneming voort te zetten totdat de meester van de zaak in staat is om daarin zelf te voorzien.

### Gevolgen voor de meester van de zaak
De meester van de zaak is verplicht om alle nuttige of noodzakelijke uitgaven van de zaakwaarnemer te vergoeden. Indien de zaakwaarnemer ten aanzien van derden heeft gehandeld in naam van de meester van de zaak, dan moet de meester van de zaak deze verbintenissen nakomen. Handelde de zaakwaarnemer in eigen naam, dan kan hij de meester van de zaak rechtstreeks aanspreken om hem hiervoor te vergoeden.
Over de vraag of de zaakwaarnemer een soort van salaris toekomt, bestaat discussie.